# ثابيسو ماريتلوانينغ
ثابيسو ماريتلوانينغ (بالإنجليزية: Thabiso Maretlwaneng)‏ هُو مُنتج تلفزيوني ومُخرج سينمائي بوتسواني. حصل على جائزة المُتفوقين الأفارقة سنة 2015.

## سيرته الشخصية
كان ثابيسو ماريتلوانينغ بطلًا رياضيا في رياضة الكاراتيه، وقد حصل على منحة رياضية للدراسة في جامعة سوينبرن التقنية في أستراليا. كطالب، أنتج فيلمًا وثائقيًا طويلاً بعُنوان «ارفع رأسك للأعلى» (بالإنجليزية: Head Up)‏، تتبع خلاله رحلة اللاجئين السود الشباب في أستراليا الذين يُحاولون شق طريقهم في صناعة الهيب هوب في أُستراليا. فازت الموسيقى التصويرية لهذا الفيلم بجائزة في مهرجان نيويورك الدولي للفيديو والأفلام المستقلة في دورة سنة 2009.
أسس ثابيسو ماريتلوانينغ شركة في بوتسوانا أسماها (بالإنجليزية: Dee-Zone Productions)‏، وقد تلقت الشركة تمويلًا من حكومة بوتسوانا. أنتجت الشركة برنامج «نتواغولو» (بالإنجليزية: Ntwagolo)‏، وهُو عبارة عن دراما وثائقية تفاعلية من 52 حلقة يُسلط الضوء على انتشار فيروس الإيدز في بوتسوانا.

## أعماله

### أفلام
- «ارفع رأسك للأعلى» (بالإنجليزية: Head Up)‏. فيلم وثائقي.

### مُسلسلات تلفزيونية
- مُسلسل «نتواغولو» (بالإنجليزية: Ntwagolo)‏، وهُو مُسلسل درامي مُكون من 52 حلقة.
- «بيلوكغالي» (بالإنجليزية: Pelokgale)‏، مُسلسل درامي صدر سنة 2014، وهُو مكون من 26 حلقة.[4]